# Hemmingen (Bassa Sassonia)
Hemmingen è una città di 18.502 abitanti della Bassa Sassonia, in Germania.
Appartiene alla regione di Hannover (targa H).

## Storia
Hemmingen venne per la prima volta documentata nel 1124.
Nel quartiere di Wilkenburg durante gli anni novanta vennero scoperti oggetti archeologici risalenti all'impero romano e grazie ad alcune prospezioni aeree applicate all'archeologia, si sono potuti scoprire i resti di un castrum romano e per questo definito come il castrum romano di Wilkenburg.
L'occupazione di questo avamposto è databile fra l'1 e il 6 d.C. in quella fase espansionistica dell'occupazione romana della Germania sotto Augusto.

## Geografia antropica

### Frazioni
Arnum, Devese, Harkenbleck, Hemmingen-Westerfeld, Hiddestorf, Ohlendorf e Wilkenburg.